# Polymele (Tochter des Aktor)
Polymele (altgriechisch Πολυμήλη Polymḗlē) ist eine Gestalt der griechischen Mythologie.
Sie war die Tochter des Aktor von Phthia und – noch vor Thetis – die Gemahlin des Myrmidonenkönigs Peleus. Sie brachte Polydora zur Welt; je nach Version war Polymele (und nicht Thetis) auch die Mutter des Achilleus.
Polymele dürfte identisch mit jener Tochter des Aktor sein, die als Philomela genannt wird.
Die unterschiedlichen Quellen sorgen bei diesen Namen leider für Verwirrung, weil nicht nur die Endungen variieren (Polymela / Polymele, Philomela / Philomele), sondern eben auch die Anfangssilben (Poly- / Philo-); siehe etwa Philomela (Mutter des Patroklos), die ebenso als Polymele (Tochter des Peleus) bezeichnet wird.